# Kurzia latissima
Kurzia latissima är en kräftdjursart som först beskrevs av Kurz 1874.  Kurzia latissima ingår i släktet Kurzia och familjen Chydoridae. Inga underarter finns listade i Catalogue of Life.